# 阿什蘭 (緬因州)
阿什蘭（英語：Ashland）是一個位於美國緬因州阿魯斯圖克縣的市鎮。

## 人口
根據2020年美國人口普查的數據，阿什蘭的面積為211.19平方千米，當中陸地面積為208.26平方千米，而水域面積為2.93平方千米。當地共有人口1202人，而人口密度為每平方千米6人。